# Kazahstan la Concursul Muzical Eurovision Junior
Kazahstan a debutat la Concursul Muzical Eurovision Junior în anul 2018.

## Rezultate

#### Legendă:
Câștigător
     Locul al doilea
     Locul al treilea
     Ultimul loc
| An   | Gazda    | Artist                                | Titlu                                       | Poziție | Puncte |
| ---- | -------- | ------------------------------------- | ------------------------------------------- | ------- | ------ |
| 2018 | Minsk    | Daneliya Tuleshova                    | "Òzińe sen" (Өзіңе сен)                     | 6       | 171    |
| 2019 | Gliwice  | Yerzhan Maksim                        | "Armanyńnan qalma" (Арманыңнан қалма)       | 2       | 227    |
| 2020 | Varșovia | Karakat Bashanova                     | "Forever"                                   | 2       | 152    |
| 2021 | Paris    | Alinur Khamzin and Beknur Zhanibekuly | "Ertegı älemı (Fairy World)" (Ертегі әлемі) | 8       | 121    |
| 2022 | Erevan   | David Charlin                         | "Jer-Ana (Mother Earth)" (Жер-Ана)          | 15      | 47     |